# Prasinocyma vagabunda
Prasinocyma vagabunda là một loài bướm đêm trong họ Geometridae.